# Четвёртая Иламская война
Четвёртая Иламская война — название, данное четвёртой фазе вооруженного столкновения между шри-ланкийскими вооруженными силами и сепаратистским движением ТОТИ, которое в настоящее время значится как террористическая организация в 32 государствах.
В результате войны ВС Шри-Ланки взяли под свой контроль все территории, бывшие под контролем ТОТИ, движение ТОТИ было сломлено и разбито.

## Ход конфликта

### 2006 год
- 20 апреля 2006 — тамильские сепаратисты отказались от переговоров с правительством.[1]
- 21 апреля 2006 — «Тигры Тамил-Илама» взорвали две бомбы.[2]
- 25 апреля 2006 — В Шри-Ланке террорист-смертник взорвал командующего армией страны.[3]
- 25 апреля 2006 — Авиация и флот Шри-Ланки отомстили «Тамильским тиграм» за покушение на генерала[4].
- 11 мая 2006 — «Тамильские тигры» потопили два боевых корабля ВМС Шри-Ланки.[5]
- 30 мая 2006 — ЕС включил «тамильских тигров» в список террористических организаций.[6]
- 30 мая 2006 — «Тамильских тигров» обвиняют в расправе над мирными строителями.[7]
- 15 июня 2006 — После теракта, унесшего жизни 64 человек, Шри-Ланка оказалась на пороге гражданской войны[8].
- 15 июня 2006 — «Тамильских тигров» разбомбили за теракт на Шри-Ланке.[9]
- 17 июня 2006 — ВМС Шри-Ланки дали бой «тамильским тиграм».[10]
- 26 июня 2006 — Террорист-смертник взорвал генерала ланкийской армии.[11]
- 28 июня 2006 — «Тамильские тигры» извинились за убийство Ганди.[12]
- 1 августа 2006 — При взрыве армейского автобуса на Шри-Ланке погибли 18 солдат. [13]
- 6 августа 2006 — В Шри-Ланке убиты 15 сотрудников гуманитарной миссии.[14]
- 13 августа 2006 — Пакистанский посол едва не погиб при взрыве в Шри-Ланке.[15]
- 28 октября 2006 — Тамильские «Тигры» начали переговоры с правительством Шри-Ланки.[16]